# Bülent Akın
Bülent Akın (Brussel, 28 augustus 1978) is een Belgisch-Turkse voetballer, die als middenvelder speelt bij Kızılcahamamspor.
Bülent maakte in 2000 deel uit van het Galatasaray-team dat de UEFA Super Cup wist te winnen en in de Champions League de kwartfinale haalde.